# Distretto di Sitajara
Il distretto di Sitajara è un distretto del Perù, facente parte della provincia di Tarata, nella regione di Tacna.